# Vulsor occidentalis
Vulsor occidentalis is een spinnensoort uit de familie Viridasiidae. De wetenschappelijke naam van de soort werd voor het eerst geldig gepubliceerd in 1922 door Cândido Firmino de Mello-Leitão.

## Voorkomen
De soort is endemisch in Brazilië.